# گرترود مایکل
لیلیان گرترود مایکل (به انگلیسی: Lillian Gertrude Michael) (زاده ۱ ژوئن ۱۹۱۱ – درگذشته ۳۱ دسامبر ۱۹۶۴) هنرپیشه اهل ایالات متحده آمریکا بود.
مایکل در تالادگا، آلاباما در خانواده کارل اچ. مایکل و همسرش به دنیا آمد. او در ۱۴ سالگی از دبیرستان تالادگا فارغ‌التحصیل شد. او در جوانی پیانو و ارگ می‌نواخت و تئاترهای کوچک را آغاز کرد. او برای اولین بار خوانندگی حرفه ای را در رادیو آغاز کرد.
مایکل با نویسنده پل کاین (ملقب به پیتر روریک) رابطه نامشروع داشت. پس از جدایی آنها، کاین در رمان خود (سریع) شخصیت معشوق الکلی را بر اساس مایکل قرار داد. مایکل در ۳۱ دسامبر ۱۹۶۴ در ۵۳ سالگی در خانه خود در هالیوود درگذشت.